# Komar (Dorf)
Komar (ukrainisch und russisch Комар) ist ein Dorf im Westen der ukrainischen Oblast Donezk mit etwa 4 Einwohnern (2025).

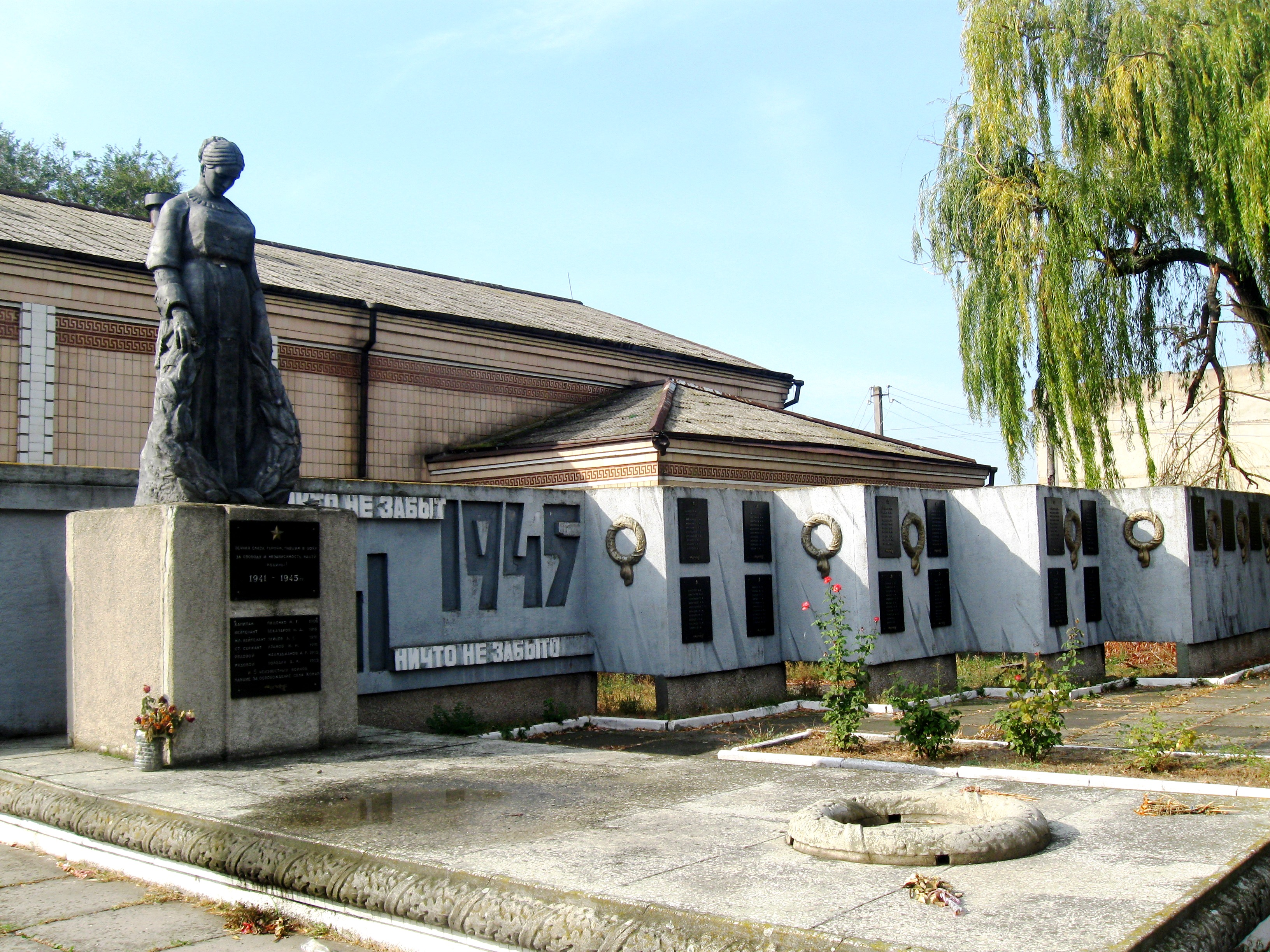
Denkmal im Ort

Das 1779 von griechischen Siedlern der Krim gegründete Dorf liegt im Westen des Rajon Wolnowacha am Ufer des Mokri Jaly (Мокрі Яли), einem 147 km langen Nebenfluss der Wowtscha und an der Fernstraße N 15 21 km nordwestlich vom ehemaligen Rajonzentrum Welyka Nowosilka.

## Verwaltungsgliederung
Am 12. Juni 2020 wurde das Dorf zum Zentrum der neugegründeten Landgemeinde Komar (Комарська сільська громада/Komarska silska hromada). Zu dieser zählen auch die 18 in der untenstehenden Tabelle aufgelisteten Dörfer sowie die 5 Ansiedlungen Burlazke, Komyschuwacha, Peredubowa, Schewtschenko und Selenyj Haj, bis dahin bildete es zusammen mit den Dörfern Dniproenerhija, Fedoriwka, Jalta, Nowootscheretuwate, Saporischja, Sirka, Skudne und Wessele die gleichnamige Landratsgemeinde Komar (Комарська сільська рада/Komarska silska rada) im Nordwesten des Rajons Welyka Nowosilka.
Am 17. Juli 2020 wurde der Ort ein Teil des Rajons Wolnowacha.
Folgende Orte sind neben dem Hauptort Komar Teil der Gemeinde:
| Name                     | Name            | Name                                    |
| ukrainisch transkribiert | ukrainisch      | russisch                                |
| ------------------------ | --------------- | --------------------------------------- |
| Burlazke                 | Бурлацьке       | Бурлацкое (Burlazkoje)                  |
| Dniproenerhija           | Дніпроенергія   | Днепроэнергия (Dneproenergija)          |
| Fedoriwka                | Федорівка       | Фёдоровка (Fjodorowka)                  |
| Hruschiwske              | Грушівське      | Грушевское (Gruschewskoje)              |
| Iskra                    | Іскра           | Искра                                   |
| Jalta                    | Ялта            | Ялта                                    |
| Komyschuwacha            | Комишуваха      | Камышеваха (Kamyschewacha)              |
| Myrne                    | Мирне           | Мирное (Mirnoje)                        |
| Nowochatske              | Новохатське     | Новохатское (Nowochatskoje)             |
| Nowootscheretuwate       | Новоочеретувате | Новоочеретоватое (Nowootscheretowatoje) |
| Oleksandrohrad           | Олександроград  | Александроград (Alexandrograd)          |
| Peredubowa               | Перебудова      | Перебудова                              |
| Piddubne                 | Піддубне        | Поддубное (Poddubnoje)                  |
| Prywilne                 | Привільне       | Привольное (Priwolnoje)                 |
| Saporischschja           | Запоріжжя       | Запорожье (Saporoschje)                 |
| Schewtschenko            | Шевченко        | Шевченко                                |
| Selenyj Haj              | Зелений Гай     | Зелёный Гай (Seljony Gai)               |
| Sirka                    | Зірка           | Зирка (Sirka)                           |
| Skudne                   | Скудне          | Скудное (Skudnoje)                      |
| Tolstoj                  | Толстой         | Толстой (Tolstoi)                       |
| Wessele                  | Веселе          | Весёлое (Wessjoloje)                    |
| Wilne Pole               | Вільне Поле     | Вольное Поле (Wolnoje Pole)             |
| Woskressenka             | Воскресенка     | Воскресенка                             |